# Паркер Тауншип (округ Батлер, Пенсільванія)
Паркер Тауншип (англ. Parker Township) — селище (англ. township) в США, в окрузі Батлер штату Пенсільванія. Населення — 573 особи (2020).

## Демографія
Згідно з переписом 2010 року, у селищі мешкали 632 особи в 259 домогосподарствах у складі 179 родин. Було 300 помешкань
Расовий склад населення:
| - 98,9 % — білих - 0,5 % — вихідців з тихоокеанських островів - 0,3 % — корінних американців - 0,3 % — чорних або афроамериканців |

До двох чи більше рас належало 0,0 %. Частка іспаномовних становила 0,2 % від усіх жителів.
За віковим діапазоном населення розподілялося таким чином: 22,6 % — особи молодші 18 років, 60,3 % — особи у віці 18—64 років, 17,1 % — особи у віці 65 років та старші. Медіана віку мешканця становила 44,3 року. На 100 осіб жіночої статі у селищі припадало 91,5 чоловіків;  на 100 жінок у віці від 18 років та старших — 93,3 чоловіків також старших 18 років.
Середній дохід на одне домашнє господарство  становив 73 846 доларів США (медіана — 53 333), а середній дохід на одну сім'ю — 83 197 доларів (медіана — 70 208). За межею бідності перебувало 11,4 % осіб, у тому числі 14,3 % дітей у віці до 18 років та 10,0 % осіб у віці 65 років та старших.
Цивільне працевлаштоване населення становило 238 осіб. Основні галузі зайнятості: освіта, охорона здоров'я та соціальна допомога — 22,3 %, виробництво — 19,7 %, роздрібна торгівля — 11,3 %, науковці, спеціалісти, менеджери — 9,7 %.